# Divadlo Aréna
Divadlo Aréna patří mezi nejstarší divadla v Bratislavě. Bylo založeno v roce 1828 na pravém břehu Dunaje. Zpočátku sloužilo jako letní amfiteátr, odtud název Aréna. V roce 1898 byla na jejím místě postavena divadelní budova, jejíž vzhled se od té doby téměř nezměnil.

## Historie
Od vzniku divadla až do konce druhé světové války účinkovala v Aréně řada maďarských, rakouských a německých divadelních společností. Po roce 1946 došlo postupně k uzavření Arény, která sloužila až do počátku devadesátých let jako sklad Slovenské televize.
Na obnovení divadla měla skupina lidí okolo mima Milana Sládka, jejichž úsilí bylo korunováno premiérou hry Grand Pierot v roce 1997. Divadlo mělo repertoáru několik pantomimických představení, každoročně pořádalo mezinárodní festival pantomimy „Kaukliar“.
V roce 2003 se stal ředitelem herec Juraj Kukura, za jehož vedení se divadlo soustředilo především na činohru. Inscenace Albeeho hry Koza aneb Kdo je Sylvie? v režii Martina Čičváka, připravená v koprodukci s pražským Činoherním klubem, byla nominována na Cenu DOSKY v kategorii inscenace roku a režie roku, Juraj Kukura a Emília Vášáryová získali ceny pro nejlepšího herce a herečku. O rok později cenu DOSKY získalo monodrama Tiso, Marián Labuda byl za ztvárnění Jozefa Tisa odměněn cenou pro nejlepšího herce. V roce 2006 měla v Aréně premiéru nová Klimáčkova hra o Gustávu Husákovi.